# Evliya Çelebi
Evliya Çelebi (25 mars 1611 - 1682) est le plus célèbre voyageur de l'Empire ottoman. Il en parcourut les territoires pendant plus de 40 ans, notant ses commentaires dans un récit de voyage appelé le Livre des voyages.

## Biographie
Il naît en 1611 à Constantinople d'un père orfèvre à la cour impériale, Derviş Mehmed Zılli, et reçoit une excellente éducation. Il est possible qu'il ait joint l'ordre soufi des Gülşenî si on juge par sa connaissance personnelle de sa loge au Caire et un graffiti où il se présente comme "Evliya-yı Gülşenî" (Evliya (tr) des Gülşenî).
Après avoir commencé par visiter Constantinople et pris des notes sur les édifices, les marchés, les coutumes, il commence à s'aventurer en dehors de la ville en 1640. La collection des notes de tous ses voyages forme un ouvrage en dix volumes, ensemble imposant de six mille pages, appelé le Livre des voyages (Seyahatname (en)). Bien que beaucoup de ses descriptions soient remplies d'exagérations, ses notes sont utilisées comme un guide précieux des aspects culturels et matériels de l'Empire ottoman au XVIIe siècle. Georges Séféris, qui lut la description de la Grèce dans le journal de voyage d'Evliya Çelebi, note qu'on trouve chez lui « tout un grouillement confus de belles histoires bibliques et de légendes sur les sages antiques » ; malgré son niveau scientifique puérilement naïf, il témoigne à l'égard de l'Antiquité d'un respect et d'une émotion authentiques.
Le premier volume est entièrement consacré à Constantinople et le dernier au Caire. Son ouvrage est d'une grande valeur comme source de la culture turque, ainsi que sur les pays qu'il a visités : souvent considéré comme peu fiable, il fait preuve d'un humour indéniable. Un grand intérêt de son travail est la collection des dialectes turcs qu'il a compilée : il y en a près de trente catalogués dans son ouvrage, ainsi que trente autres langues. Ses notes sur la langue kurde sont ainsi appréciées, ainsi que les premières transcriptions de nombreuses langues caucasiennes.